# Dcera čarodějek
Dcera čarodějek (polsky Córka czarownic) je román z let 1985–1988 polské spisovatelky Doroty Terakowské.
Poprvé byl vydán v roce 1991, česky 2002 v překladu Pavla Weigela.

## Ocenění
Kniha byla oceněna v roce 1992 polskou sekcí IBBY cenou za rok.
Kniha byla zapsána v roce 1994 na Čestnou listinu IBBY, vydávanou Mezinárodním sdružením pro dětskou knihu.

## Česká vydání
- Dcera čarodějek, Albatros, Praha 2002, přeložil Pavel Weigel, ilustrovala Renáta Fučíková.[3]